# Frank Whittle
Frank Whittle (Coventry, 1. lipnja 1907. – Columbia, SAD, 8. kolovoza 1996.), britanski zrakoplovni inženjer i pilot. Pionir zrakoplovnoga mlaznog pogona. Još kao vojni i pokusni pilot britanskoga zrakoplovstva bavio se mišlju o konstrukciji zrakoplova koji bi mogli letjeti brže i više od tadašnjih. Rješenje je vidio u turbomlaznom motoru, što ga je prvi patentirao 1930. Takav je motor na zemlji prvi put isprobao 1937., a prvi zrakoplov opremljen Whittleovim motorom (britanski Gloster E.28/39) poletio je 1941.; to je u konačnici rezultiralo prvim serijski proizvedenim savezničkim zrakoplovom na mlazni pogon (Gloster Meteor).

## Plinska turbina
Plinska turbina je energetski stroj koji pretvara energiju plinova povišenoga tlaka i temperature u koristan mehanički rad (turbina). Najčešće se sastoji od strujnoga kompresora (turbokompresora) koji dobavlja zrak u turbinu, komore izgaranja u kojoj izgaranjem tekućeg ili plinovitoga goriva nastaju plinovi izgaranja povišenoga tlaka i temperature, te turbine nalik parnoj turbini, u kojoj se kinetička energija strujanja plinova pretvara u koristan rad vrtnje vratila. Zrak se, prije no što se uvede u komoru izgaranja, stlači u aksijalnom ili centrifugalnom turbokompresoru, obično smještenom na istom vratilu kao i turbina koja ga ujedno pokreće (jednoosovinska izvedba). Turbina može imati više stupnjeva, od kojih nekoliko pokreće kompresor, a ostali pokreću radno vratilo stroja. Kod kompresora koji zahtijevaju značajnu snagu (više od 2/3 snage turbine) između pojedinih se grupa stupnjeva osigurava međuhlađenje zraka. Za poboljšanje rada uvodi se i međuizgaranje, kada se turbina najčešće sastoji od dvije grupe turbinskih stupnjeva između kojih se nalazi dodatna komora izgaranja. Kako bi se iskoristio dio topline ispušnih plinova na izlasku iz turbine, plinovi se prethodno uvode u izmjenjivač topline u kojem predgrijavaju zrak što ulazi u komoru izgaranja.
U komoru izgaranja plinske turbine otvorenoga sustava dovodi se atmosferski zrak, a razvijeni plinovi izgaranja ispuštaju se u atmosferu. Taj je sustav jednostavan i ekonomičan, pa se zato najčešće primjenjuje. Kako plinovi nastali izgaranjem goriva preuzimaju ulogu radnoga fluida, izgaranje mora biti potpuno kako se turbina i izmjenjivač topline ne bi zaprljali. Plinska turbina otvorenoga sustava primjenjuje se u turbomlaznim motorima zrakoplova, za pogon brzih ratnih brodova, lokomotiva, električnih generatora i slično. Plinske turbine zatvorenoga sustava manje se koriste. Kod njih je radni fluid vrući zrak koji struji kroz kompresor, zagrijač zraka, turbinu, hladnjak i ponovno prema kompresoru. Zrak se zagrijava prolaskom kroz cijevne snopove zagrijača, koji se griju izgaranjem goriva. Radni fluid nije u dodiru s plinovima izgaranja, pa se mogu koristiti manje kvalitetna i jeftinija goriva, bez opasnosti od prljanja turbine i izmjenjivača topline. Osim toga, prednost je zatvorenoga sustava u tlaku zraka koji se na ulasku u kompresor može održavati višim od atmosferskoga, što pridonosi razmjernomu povećanju cjelokupnoga tlaka u turbini, a time i njezine snage.
Prvu plinsku turbinu patentirao je britanki inženjer John Barber 1791., no njezin je rad bio dostatan tek za stlačivanje zraka. Do značajnijega razvoja došlo je u drugoj polovini 19. stoljeća, prije svega zahvaljujući razvoju učinkovitijih turbokompresora. Godine 1930. Frank Whittle patentirao je primjenu plinske turbine za mlazni motor zrakoplova, a prvi je takav zrakoplov izrađen u njemačkoj tvornici Heinkel 1939. Nakon snažnog razvoja koji je potom slijedio, to je do danas ostalo najznačajnije područje primjene plinske turbine.